# Filagri de Rodes
Filagri (en llatí Philagrius, en grec antic Φιλάγριος) va ser un orador grec nadiu de Rodes, imitador d'Hipèrides. Dionís d'Halicarnàs en parla a la seva obra Δείναρχος, ("Deinarchos", sobre Dinarc d'Atenes).